# 163800 Richardnorton
163800 Richardnorton este un asteroid din centura principală de asteroizi.

## Descriere
163800 Richardnorton este un asteroid din centura principală de asteroizi. A fost descoperit pe 26 august 2003 la Drebach de André Knöfel. Asteroidul prezintă o orbită caracterizată de o semiaxă mare de 2,59 ua, o excentricitate de 0,20 și o înclinație de 13,4° în raport cu ecliptica.